# (15396) Howardmoore
(15396) Howardmoore est un astéroïde de la ceinture principale.

## Description
(15396) Howardmoore est un astéroïde de la ceinture principale. Il fut découvert le 24 octobre 1997 à Prescott (Arizona) par Paul G. Comba. Il présente une orbite caractérisée par un demi-grand axe de 2,68 UA, une excentricité de 0,24 et une inclinaison de 1,8° par rapport à l'écliptique.

## Compléments